# Östersjöprovinserna
Östersjöprovinserna, Baltiska provinserna, var under Sveriges stormaktstid de delar av Baltikum som tillhörde Sverige, det vill säga Ingermanland, Estland och Svenska Livland. Området avträddes till Ryssland vid freden i Nystad 1721, efter att Sverige förlorat det stora nordiska kriget.
De ryska Östersjöprovinserna var Estland, Livland och Kurland.